# ベルンハルト1世 (ザクセン公)
ベルンハルト1世（ドイツ語: Bernhard I. 950年頃 – 1011年2月9日）は、ビルング家のザクセン公（在位: 973年 - 1011年）。ヘルマンとオダの息子で、父の築いた勢力をさらに大きく拡大した。

## 生涯
父ヘルマン・ビルングは皇帝オットー1世からザクセンを任された人物であったが、ザクセン公の称号を用いたのはベルンハルト1世が最初である。ベルンハルト1世は974年、983年、994年の3度にわたり、ザクセンに侵攻してきたデーン人と戦った。983年、神聖ローマ皇帝オットー2世の死後に後継者争いが勃発すると、ベルンハルト1世はオットー3世を支持してバイエルン公ハインリヒ2世に対抗した。986年、彼は争いに勝利したオットー3世からマルシャル（厩役）の地位を与えられ、991年と995年のオットー3世の対スラヴ遠征にも同行した。ベルンハルト1世の権力はドイツ王に匹敵するほどになった。父ヘルマンが、ザクセン人に向けたドイツ王側の代表だったのに対して、彼はドイツ王に向けたザクセン人の代表となっていた。ベルンハルト1世は1011年に没し、リューネブルクの聖ミヒャエル教会に葬られた。 .

## 家族
990年、シュターデ拍ハインリヒ1世禿頭伯（976年没）の娘ヒルデガルト（1011年没）と結婚した。二人の間には少なくとも5人の子があった。
- ヘルマン, 夭折
- ベルンハルト2世, 次代ザクセン公
- ティートマル, 伯爵、1048年4月1日にペールデで決闘死
- ゲデスディウ (もしくはゲデスティ), メテレンとヘルフォルトの女子修道院長、1040年ごろの6月30日没

また以下もベルンハルト1世の子であったとされる。
- マティルダ, 修道女
- オザリンディス, ホラント伯ディルク3世の妻、1044年3月9日没